# WX310SA
WX310SAは、ウィルコム向けに供給された三洋電機（大阪、現・京セラSANYOブランド）製PHS（AIR-EDGE PHONE）端末である。H-SA3001Vの後継機種。ユーザーにより「洋ぽん」等の愛称がつけられている。

## 概要
三洋電機製端末では最初で最後のフルブラウザ搭載（NetFront搭載）、PHS端末では初となるJava(MIDP2.0)を搭載。プリセットアプリ（ゲーム）「スーパーパズルボブル（提供はタイトー）」があらかじめインストールされている。
メールなどの文字入力では、ポケベル入力機能も搭載。Web ブラウザにおいては、iモード向けに作られたWebページを表示するために、iモード絵文字と互換性を持った252個の絵文字も搭載されている。この252個の絵文字には後述するウィルコム(旧・DDIポケット)独自の「絵文字」と区別するために「Web入力用絵文字」という名前がつけられている。
基本的にこの「Web入力用絵文字」は、その名前からも解るように、Web ページ閲覧や、Web ページにおける文字入力のための絵文字だが、ライトメールで使用することは可能。Eメールに使用して送信した場合は、受信者が同じウィルコムの電話機だったとしても、受信者側ではこの「Web入力用絵文字」は表示されないし、文字化けを引き起こすこともある。(ただし2007年11月以降にウィルコム内部で順次始まったEメール設備に対する工事後、ウィルコムの一部の利用者間では、受信者側でも「Web入力用絵文字」が文字化けせずに表示されるようになっている。)
なおウィルコム独自の「絵文字」は基本的にはウィルコム同士の端末でしか使用できない。パソコンにこの「絵文字」使用した場合には、括弧で囲まれた英数字に変換されてから相手に送信される。(例えばハートの絵文字なら<#HEART>という文字列に変換されて相手に届く。) 一方、「Web入力用絵文字」はiモード対応携帯電話へならメールで送信することが可能。かつては携帯電話相手でも同様だったが、2008年1月22日にはNTTドコモとau、2008年3月18日にはソフトバンクモバイルとその回線を使用するディズニー・モバイルとの間で絵文字を相互にやりとりすることが可能となった。
130万画素カメラ(QRコード対応）、ICレコーダ、ドキュメントビューア、miniSDカードスロットを内蔵。メール、電話帳、スケジュール、インターネットのブックマーク（お気に入り）のバックアップも搭載。USBマスストレージクラスに対応し、miniSDカードリーダーとしても使用出来るようになっている。2x、4xパケット通信にも対応。
三洋電機は本機種以後新規端末が出ないまま、2008年3月に携帯電話事業から撤退したため、本機種が最終機種となった。京セラSANYOブランドでも出ていない。

## 付属品
- 電話機
- 充電器
- 電池パック
- USBケーブル
- CD-ROM
- 取扱説明書（保証書付き）

## 沿革
- 2005年7月28日 TELEC(財団法人テレコムエンジニアリングセンター)において認証
- 2005年9月7日 JATE（財団法人電気通信端末機器審査協会）による審査を通過
- 2005年9月27日 発表
- 2005年11月25日 発売
- 2006年1月18日 ファームウェアVer1.10 公開
- 2006年2月24日 新色「グレイスフルホワイト」発売
- 2006年4月6日 ファームウェアVer1.20 公開
- 2006年8月2日 ファームウェアVer1.30 公開
- 2008年3月5日 ファームウェアVer1.40 公開